# Maria Ludovica Teresa di Baviera
Maria Ludovica Teresa di Baviera (Lindau, 6 luglio 1872 – Lindau, 10 giugno 1954) era figlia dell'ultimo re di Baviera, Ludovico III di Baviera, e di sua moglie Maria Teresa Enrichetta d'Austria-Este. Suo marito, il principe Ferdinando Pio di Borbone-Due Sicilie, duca di Calabria, diventò capo del Casato dei Borbone-Due Sicilie il 26 maggio 1934; perciò venne considerata pretendente al titolo di regina consorte titolare delle Due Sicilie.

## Biografia

### Infanzia
Nacque a Lindau il 6 luglio 1872 dall'ultimo re di Baviera, Ludovico III di Baviera, e da sua moglie Maria Teresa Enrichetta d'Austria-Este.

### Matrimonio
Maria Ludovica Teresa sposò il principe Ferdinando Pio di Borbone-Due Sicilie, figlio maggiore del principe Alfonso di Borbone-Due Sicilie, conte di Caserta, e della principessa Maria Antonietta di Borbone-Due Sicilie, il 31 maggio 1897 a Monaco di Baviera. La coppia ebbe sei figli.

### Morte
La principessa Maria Ludovica Teresa morì il 10 giugno 1954 a Lindau.

## Discendenza
Maria Ludovica Teresa e il principe Ferdinando Pio di Borbone-Due Sicilie ebbero sei figli:
- Maria Antonietta (1898–1957);
- Maria Cristina (1899–1985), sposò nel 1948 Don Manuél de Sotomayor y Luna, vicepresidente dell'Ecuador;
- Ruggero Maria, duca di Noto (1901–1914);
- Barbara (1902–1927), sposò nel 1922 il conte Franz Xaver zu Stolberg-Wernigerode;
- Lucia (1908–2001), sposò nel 1938 il principe Eugenio, duca di Ancona, figlio del principe Tommaso di Savoia-Genova, II duca di Genova;
- Urraca (1913–1999).

## Ascendenza
|                                          |                        |                                       | Genitori                                    |  |  | Nonni |  |  | Bisnonni              |  |  | Trisnonni                          |  |
|                                          |                        |                                       |                                             |  |  |       |  |  | Ludovico I di Baviera |  |  | Massimiliano I Giuseppe di Baviera |  |
|                                          |                        |                                       |                                             |  |  |       |  |  | Ludovico I di Baviera |  |  | Massimiliano I Giuseppe di Baviera |  |
|                                          |                        | Augusta Guglielmina d'Assia-Darmstadt |                                             |  |  |       |  |  | Ludovico I di Baviera |  |  |                                    |  |
| Luitpold di Baviera                      |                        |                                       |                                             |  |  |       |  |  | Ludovico I di Baviera |  |  |                                    |  |
|                                          |                        | Teresa di Sassonia-Hildburghausen     | Federico di Sassonia-Altenburg              |  |  |       |  |  |                       |  |  |                                    |  |
|                                          |                        | Teresa di Sassonia-Hildburghausen     | Federico di Sassonia-Altenburg              |  |  |       |  |  |                       |  |  |                                    |  |
|                                          |                        | Teresa di Sassonia-Hildburghausen     | Carlotta di Meclemburgo-Strelitz            |  |  |       |  |  |                       |  |  |                                    |  |
| Ludovico III di Baviera                  |                        | Teresa di Sassonia-Hildburghausen     |                                             |  |  |       |  |  |                       |  |  |                                    |  |
|                                          |                        | Leopoldo II di Toscana                | Ferdinando III di Toscana                   |  |  |       |  |  |                       |  |  |                                    |  |
|                                          |                        | Leopoldo II di Toscana                | Ferdinando III di Toscana                   |  |  |       |  |  |                       |  |  |                                    |  |
|                                          |                        | Leopoldo II di Toscana                | Luisa Maria Amalia di Borbone-Napoli        |  |  |       |  |  |                       |  |  |                                    |  |
| Augusta Ferdinanda d'Asburgo-Toscana     |                        | Leopoldo II di Toscana                |                                             |  |  |       |  |  |                       |  |  |                                    |  |
|                                          |                        | Maria Anna Carolina di Sassonia       | Massimiliano di Sassonia                    |  |  |       |  |  |                       |  |  |                                    |  |
|                                          |                        | Maria Anna Carolina di Sassonia       | Massimiliano di Sassonia                    |  |  |       |  |  |                       |  |  |                                    |  |
|                                          |                        | Maria Anna Carolina di Sassonia       | Carolina di Borbone-Parma                   |  |  |       |  |  |                       |  |  |                                    |  |
| Maria Ludovica Teresa di Baviera         |                        | Maria Anna Carolina di Sassonia       |                                             |  |  |       |  |  |                       |  |  |                                    |  |
|                                          | Francesco IV di Modena | Ferdinando d'Asburgo-Este             |                                             |  |  |       |  |  |                       |  |  |                                    |  |
|                                          | Francesco IV di Modena | Ferdinando d'Asburgo-Este             |                                             |  |  |       |  |  |                       |  |  |                                    |  |
|                                          | Francesco IV di Modena | Maria Beatrice d'Este                 |                                             |  |  |       |  |  |                       |  |  |                                    |  |
| Ferdinando Carlo Vittorio d'Asburgo-Este | Francesco IV di Modena |                                       |                                             |  |  |       |  |  |                       |  |  |                                    |  |
|                                          |                        | Maria Beatrice di Savoia              | Vittorio Emanuele I di Savoia               |  |  |       |  |  |                       |  |  |                                    |  |
|                                          |                        | Maria Beatrice di Savoia              | Vittorio Emanuele I di Savoia               |  |  |       |  |  |                       |  |  |                                    |  |
|                                          |                        | Maria Beatrice di Savoia              | Maria Teresa d'Asburgo-Este                 |  |  |       |  |  |                       |  |  |                                    |  |
| Maria Teresa Enrichetta d'Asburgo-Este   |                        | Maria Beatrice di Savoia              |                                             |  |  |       |  |  |                       |  |  |                                    |  |
|                                          |                        | Giuseppe d'Asburgo-Lorena             | Leopoldo II d'Asburgo-Lorena                |  |  |       |  |  |                       |  |  |                                    |  |
|                                          |                        | Giuseppe d'Asburgo-Lorena             | Leopoldo II d'Asburgo-Lorena                |  |  |       |  |  |                       |  |  |                                    |  |
|                                          |                        | Giuseppe d'Asburgo-Lorena             | Maria Luisa di Borbone-Spagna               |  |  |       |  |  |                       |  |  |                                    |  |
| Elisabetta Francesca d'Asburgo-Lorena    |                        | Giuseppe d'Asburgo-Lorena             |                                             |  |  |       |  |  |                       |  |  |                                    |  |
|                                          |                        | Maria Dorotea di Württemberg          | Ludovico Federico Alessandro di Württemberg |  |  |       |  |  |                       |  |  |                                    |  |
|                                          |                        | Maria Dorotea di Württemberg          | Ludovico Federico Alessandro di Württemberg |  |  |       |  |  |                       |  |  |                                    |  |
|                                          |                        | Maria Dorotea di Württemberg          | Enrichetta di Nassau-Weilburg               |  |  |       |  |  |                       |  |  |                                    |  |
|                                          |                        | Maria Dorotea di Württemberg          |                                             |  |  |       |  |  |                       |  |  |                                    |  |